# Petaurista siangensis
Petaurista siangensis és una espècie de mamífer rosegador de la família dels esciúrids. És endèmic de l'Índia del Nord-est, on viu a altituds d'aproximadament 1.500 msnm. L'holotip era un espècimen mort. El seu nom específic, siangensis, significa ‘del Siang’ en llatí. Com que fou descoberta fa poc, encara no s'ha avaluat l'estat de conservació d'aquesta espècie.